# Финляндский 10-й стрелковый полк
Финляндский 10-й стрелковый полк — воинское формирование, входившее в состав 22-го армейского корпуса.
Полковой праздник — 6 августа.
Место постоянной дислокации — г. Рийхимяки.

## История
- 24.04.1843 — сформирована Киевская инвалидная команда
- 06.08.1844 — Киевский инвалидный полубатальон
- 13.02.1845 — Киевский внутренний гарнизонный батальон
- 13.08.1864 — Киевский губернский батальон
- 26.08.1874 — Киевский местный батальон
- 31.08.1878 — 19-й резервный пехотный кадровый батальон
- 10.03.1889 — 1-й Ковенский крепостной пехотный батальон
- 11.03.1894 — 1-й Ковенский крепостной пехотный полк
- 30.12.1908 — 1-й Ковенский крепостной пехотный батальон
- 20.12.1910 — 10-й Финляндский стрелковый полк, батальон переформирован в полк 2-х батальонного состава.
- Полк отличился в Первую мировую войну, в частности, в ночь на 27 июля 1916 г. пленив 5 офицеров и 414 нижних чинов[1].

Полку передано знамя 1-го Ковенского крепостного пехотного батальона, на древко знамени установлена скоба с надписью: (ПСЗРИ34.382)

## Командиры
- 12.02.1897-01.06.1904 — полковник Аврамов, Дмитрий Иванович
- 01.06.1904-15.01.1909 — полковник Цицович, Александр Андреевич
- 29.06.1910-26.02.1915 — полковник Знаменский, Фёдор Фёдорович
- 26.02.1915-21.10.1915 — полковник Пержхайло, Августин Антонович
- 18.04.1916-после 23.11.1916 — полковник Родендорф, Александр Людвигович